# NIFL Premiership 2022/23
Die NIFL Premiership 2022/23 (auch Danske Bank Premiership nach dem Ligasponsor Danske Bank) war die 15. Spielzeit der höchsten nordirischen Fußballliga seit der Neuorganisation der Liga und die 122. Spielzeit insgesamt. Der Saison begann am 12. August 2022 und endete am 30. April 2023.
Titelverteidiger war der Linfield FC. Die Meisterschaft errang zum ersten Mal in der Vereinsgeschichte der Larne FC.

## Modus
Die zwölf Mannschaften spielten jeweils dreimal – davon mindestens einmal zuhause und einmal auswärts – an insgesamt 33 Spieltagen gegeneinander. Nach dieser Runde qualifizierten sich die sechs bestplatzierten Teams für die Meisterrunde, in der der Meister und die Startplätze für die Europacupplätze in einer einfachen Runde an fünf Spieltagen ausgespielt werden. Der Meister nahm an der Qualifikation zur Champions League, der Zweite an der Europa Conference League teil. Die Punkte und Tore aus der Vorrunde wurden mitgenommen.
Die Teams der Plätze sieben bis zwölf spielten in der Abstiegsrunde ebenfalls in fünf Spielen nochmals gegeneinander, um den Absteiger und Relegationsteilnehmer zu ermitteln. Der am Saisonende Siebte spielte mit dem Dritten, Vierten, Fünften und Sechsten im K.-o.-System den dritten Teilnehmer für die Europa Conference League aus. Der Elfte spielte ein Relegationsspiel gegen den Zweiten von der NIFL Championship 2022/23, während der Zwölfte direkt abstieg.

## Mannschaften
| Verein             | Stadion         | Stadt         | Kapazität |
| ------------------ | --------------- | ------------- | --------- |
| Ballymena United   | The Showgrounds | Ballymena     | 03.824    |
| Carrick Rangers FC | Taylors Avenue  | Carrickfergus | 02.100    |
| Cliftonville FC    | Solitude        | Belfast       | 03.054    |
| Coleraine FC       | The Showgrounds | Coleraine     | 04.843    |
| Crusaders FC       | Seaview         | Belfast       | 03.208    |
| Dungannon Swifts   | Stangmore Park  | Dungannon     | 02.000    |
| Glenavon FC        | Mourneview Park | Lurgan        | 03.302    |
| Glentoran FC       | The Oval        | Belfast       | 06.054    |
| Larne FC           | Inver Park      | Larne         | 02.732    |
| Linfield FC        | Windsor Park    | Belfast       | 18.434    |
| Newry City AFC     | The Showgrounds | Newry         | 02.275    |
| Portadown FC       | Shamrock Park   | Portadown     | 03.940    |

## Vorrunde

### Abschlusstabelle
| Pl. | Verein             | Sp. | S  | U | N  | Tore    | Diff. | Punkte |
| --- | ------------------ | --- | -- | - | -- | ------- | ----- | ------ |
| 1.  | Larne FC           | 33  | 22 | 7 | 4  | 057:180 | +39   | 73     |
| 2.  | Linfield FC (M)    | 33  | 21 | 5 | 7  | 070:250 | +45   | 68     |
| 3.  | Cliftonville FC    | 33  | 20 | 6 | 7  | 061:410 | +20   | 66     |
| 4.  | Glentoran FC       | 33  | 20 | 4 | 9  | 068:240 | +44   | 64     |
| 5.  | Crusaders FC (P)   | 33  | 18 | 8 | 7  | 065:370 | +28   | 62     |
| 6.  | Coleraine FC       | 33  | 17 | 7 | 9  | 053:300 | +23   | 58     |
| 7.  | Glenavon FC        | 33  | 11 | 8 | 14 | 050:570 | −7    | 41     |
| 8.  | Carrick Rangers FC | 33  | 11 | 4 | 18 | 041:650 | −24   | 37     |
| 9.  | Ballymena United   | 33  | 9  | 5 | 19 | 030:490 | −19   | 32     |
| 10. | Newry City AFC (N) | 33  | 7  | 2 | 24 | 031:660 | −35   | 23     |
| 11. | Dungannon Swifts   | 33  | 7  | 2 | 24 | 022:760 | −54   | 23     |
| 12. | Portadown FC       | 33  | 4  | 4 | 25 | 023:830 | −60   | 16     |

| (M) | amtierender nordirischer Meister                 |
| (P) | amtierender nordirischer Pokalsieger             |
| (N) | Neu/Aufsteiger aus der NIFL Championship 2021/22 |

## Finalrunden

### Meisterplayoff
Die sechs bestplatzierten Teams der Vorrunde traten je einmal gegeneinander an, um den Meister und die internationalen Startplätze auszuspielen. Die Punkte aus der Vorrunde wurden dabei mitgenommen.

#### Abschlusstabelle
| Pl. | Verein           | Sp. | S  | U  | N  | Tore    | Diff. | Punkte |
| --- | ---------------- | --- | -- | -- | -- | ------- | ----- | ------ |
| 1.  | Larne FC         | 38  | 25 | 8  | 5  | 064:220 | +42   | 83     |
| 2.  | Linfield FC (M)  | 38  | 23 | 8  | 7  | 075:270 | +48   | 77     |
| 3.  | Glentoran FC     | 38  | 23 | 5  | 10 | 077:280 | +49   | 74     |
| 4.  | Cliftonville FC  | 38  | 20 | 8  | 10 | 066:530 | +13   | 68     |
| 5.  | Crusaders FC (P) | 38  | 19 | 10 | 9  | 072:450 | +27   | 67     |
| 6.  | Coleraine FC     | 38  | 18 | 8  | 12 | 059:390 | +20   | 62     |

Platzierungskriterien: 1. Punkte – 2. Tordifferenz – 3. geschossene Tore

| (M) | amtierender nordirischer Meister     |
| (P) | amtierender nordirischer Pokalsieger |

### Abstiegsplayout
Die sechs schlechteren Teams der Vorrunde traten je einmal gegeneinander an, um den Absteiger und den Relegationsteilnehmer zu bestimmen. Die Punkte aus der Vorrunde wurden dabei mitgenommen.

#### Abschlusstabelle
| Pl. | Verein             | Sp. | S  | U  | N  | Tore    | Diff. | Punkte |
| --- | ------------------ | --- | -- | -- | -- | ------- | ----- | ------ |
| 7.  | Glenavon FC        | 38  | 14 | 10 | 14 | 058:610 | −3    | 52     |
| 8.  | Carrick Rangers FC | 38  | 12 | 4  | 22 | 045:740 | −29   | 40     |
| 9.  | Ballymena United   | 38  | 11 | 6  | 21 | 037:550 | −18   | 39     |
| 10. | Newry City AFC (N) | 38  | 9  | 3  | 26 | 037:710 | −34   | 30     |
| 11. | Dungannon Swifts   | 38  | 9  | 3  | 26 | 028:840 | −56   | 30     |
| 12. | Portadown FC       | 38  | 6  | 5  | 27 | 029:880 | −59   | 23     |

Platzierungskriterien: 1. Punkte – 2. Tordifferenz – 3. geschossene Tore

| (N) | Neu/Aufsteiger aus der NIFL Championship 2021/22 |

### Europa-Conference-League-Playoffs
Die Mannschaften auf den Plätzen 4 bis 6 der Meisterplayoffs sowie der Sieger der Abstiegsplayouts erreichten die Playoffs. Im K.-o.-System wurde ein Teilnehmer für die 1. Qualifikationsrunde zur UEFA Europa Conference League 2023/24 ermittelt.
Runde 1
Die Spiele wurden am 10. Mai 2023 ausgetragen.
|                 | Ergebnis  |              |
| --------------- | --------- | ------------ |
| Glentoran FC    | 5:0 (2:0) | Glenavon FC  |
| Cliftonville FC | 2:1 (2:0) | Coleraine FC |

Runde 2
Das Spiel wurde am 13. Mai 2023 im Stadion The Oval (Belfast) ausgetragen.
|              | Ergebnis  |                 |
| ------------ | --------- | --------------- |
| Glentoran FC | 2:0 (2:0) | Cliftonville FC |

### Relegation
Der Elftplatzierte Dungannon Swifts sollte auf den Zweitplatzierten der NIFL Championship 2022/23 (Warrenpoint Town) treffen. Da Warrenpoint Town keine Lizenz für die Premiership erhalten hatte, erhielt der Drittplatzierte, Annagh United, die Möglichkeit zum Aufstieg. Die Spiele wurden am 30. Mai und 1. Juni 2023 ausgetragen.
|               | Gesamt |                  | Hinspiel | Rückspiel |
| ------------- | ------ | ---------------- | -------- | --------- |
| Annagh United | 2:3    | Dungannon Swifts | 2:1      | 0:2       |